# Willie Hoel
Willie Hoel (16. juni 1920 i Oslo - 15. juni 1986) var en norsk skuespiller. Han var mest kendt for sine komedieroller, og huskes blandt andet for rollen som bagermester Snipp i Jul i Skomakergata og biroller i enkelte af Olsenbanden-filmene og som brandchef Mathisen i den første filmen om Stompa. Han debuterede på scenen i 1948.

## Filmografi
- 1982: For Tors skyld
- 1979: Olsenbanden mot nye høyder
- 1977: Olsenbanden og Dynamitt-Harry på sporet
- 1976: Olsenbanden for full musikk
- 1976: Reisen til Julestjernen
- 1976: Bør Børson II
- 1975: Tut og kjør
- 1975: Glade vrinsk
- 1974: Knutsen & Ludvigsen
- 1974: Bør Børson Jr.
- 1973: To fluer i ett smekk
- 1972: Ture Sventon - Privatdetektiv
- 1972: Lukket avdeling
- 1971: Full utrykning
- 1970: Olsenbanden og Dynamitt-Harry
- 1969: Operasjon Egon
- 1968: Smuglere
- 1967: Musikanter
- 1965: To på topp
- 1965: Hjelp – vi får leilighet!
- 1964: Nydelige nelliker
- 1964: Pappa tar gull
- 1964: Marenco
- 1964: Alle tiders kupp
- 1963: Elskere
- 1962: Sønner av Norge kjøper bil
- 1962: Stompa & Co
- 1961: Sønner av Norge
- 1960: Millionær for en aften
- 1959: Ugler i mosen
- 1959: Støv på hjernen
- 1958: Bustenskjold
- 1957: Fjols til fjells
- 1957: Smuglere i smoking
- 1957: Peter van Heeren
- 1956: Ektemann alene
- 1956: Gylne ungdom
- 1956: Kvinnens plass
- 1955: Trost i taklampa
- 1955: Hjem går vi ikke
- 1952: Det kunne vært deg
- 1944: Brudekronen

## TV
- 1988: Fleksnes fataliteter
- 1979: Jul i skomakergata
- 1974: Fleksnes fataliteter